# Європа. Історія
Європа: Історія (англ. Europe: A History) — книга-бестселер валлійського (британського) історика Нормана Дейвіса. Узагальнений науковий огляд з історії усіх частин Європи від Фарерських островів до Уральських гір, від часів первісних людей до сьогодення (1991). Вперше книга вийшла англійською мовою 5 грудня 1996 року у видавництві Oxford University Press (Сполучене Королівство). Багато разів перевидавалася. Перекладена на українську (2000 р.) та ще дюжину мов (2016): болгарську, грецьку, італійську, китайську, литовську, польську, російську, турецьку, угорську, хорватську, чеську та японську. 

## Анотація
Чи може бути праця з історії цікавішою за пригодницький роман? Професор Лондонського університету Норман Дейвіс знає відповідь на це питання: безумовно, так! …
Автор підійшов до написання свого 1500-сторінкового шедевру як до створення масштабного захоплюючого фільму. А саме — поєднав загальні плани (перекази найважливіших історичних подій) із деталями (вставками літературних замальовок, анекдотів, маловідомих фактів).
Ці вставки — а їх близько трьох сотень — упорядковані за принципом мультимедійної енциклопедії. У тексті зустрічаються «гіперпосилання», за якими можна прочитати тематично близьку мініатюру. Варто зазначити, що надзвичайна ерудиція, літературний хист та почуття гумору Нормана Дейвіса зробили свою справу. Саме тому на сторінках його книги сухі історичні постаті перетворюються на живих людей, разом із якими читач переживає буремні події європейського минулого — прадавні й новітні, героїчні й ганебні, смішні й шокуючі. 

## Зміст
У книзі мало оригінального матеріалу. Оригінальність цієї книги радше в доборі, упорядкуванні та представленні інформації. Книга написана доступною мовою і для освоєння не потрібна академічна підготовка.
Представлені матеріали ілюструють історію рівномірно усіх частин Європейського півострова. Поза європейські контексти згадуються лише дотично. Хронологічно охоплено від часів перших людей на континенті (побіжно) до деталізованого сьогодення. Акцентовано на Середньовіччі та Новітньому періодах.
Книга складається з дванадцяти розповідних розділів та додаткових супровідних матеріалів.
- Передмова
- Легенда про Європу
- Вступ

1. Peninsula. Природа і доісторична доба
2. Hellas. Стародавня Греція
3. Roma. Стародавній Рим
4. Origo. Народження Європи
5. Medium. Середньовіччя
6. Pestis. Криза християнського світу
7. Renatio. Ренесанс і Реформація
8. Lumen. Просвітництво і абсолютизм
9. Revolutio. Збурений континент
10. Dynamo. Світовий генератор
11. Tenebrae. Затьмарення Європи
12. Divisa et indivisa. Європа поділена й неподільна

Наприкінці кожного розділу міститься одномоментний знімок певного короткого періоду з відповідної епохи. Також посеред тексту є вставки-капсули, їх близько трьохсот. Вони за принципом мультимедійної енциклопедії коротко розкривають певну тему в різних аспектах.

## Створення
Наприкінці 1980-х видавництво Oxford University Press звернулося з проханням, написати загальну історію Європи під однією обкладинкою, до Нормана Дейвіса — оксфордського історика компетентного як по Західній так і по Східній Європі. 
Дейвіс працював над "Європа: Історія" впродовж дев'яти років з 1988 до 1996, здебільшого в Оксфорді, частково під враженнями з поїздок до різних країн континенту: Білорусі та України, Німеччини та Італії, Франції та Швейцарії, Нідерландів та Угорщині . Книга часто писалася всюди де з'являлося натхнення, в найрізноманітніших місцях: в потягах і в літаках, в університетських їдальнях і лікарняних холах, на стоянці крематорію і на гавайських пляжах, на перервах конференцій та на нудному семінарі. 
Особливо тяжко йому далося планування структури та змісту дванадцяти розділів книги, на це пішло два роки «марафону інтенсивної концентрації». Деталізовані описи вибраної події від кожної епохи писалися по одному за день. Шість місяців, проведених в оцифрованій Гарвардській Вайденерській бібліотеці, дали змогу зібрати розмаїтті дані для 300 вставок-капсул, які глибше та з різних аспектів розкривають певну підтему. На подальше написання кожної з цих вставок затрачено приблизно по дню. 
Останній рік написання книги пішов на добір та уточнення супровідних даних: 29 карт, 3 великих додатків що містять десятки схем, таблиць, діаграм, родоводів, списків. 

## Українські видання
Українською мовою працю «Європа. Історія» (англ. "Europe: A History") на 90 % переклав Петро Таращук, за помочі Олександра Коваленка. Київське видавництво Основи видало книгу в 2000 році. Перший наклад швидко розкупили, тож книгу-бестселер неодноразово перевидавали: 2001, 2004, 2006, 2008, 2012, 2014 роках. На 2016 рік заплановано сьоме видання книги українською.  
|  | Переклад видання здійснив Петро Таращук, який зумів майстерно передати специфіку й багатство мови автора та водночас зберегти легкість, з якою читається ця унікальна книга. |